# フローレンス (NPO)
フローレンスは、東京都千代田区神田神保町に主たる事業所を置く特定非営利活動法人。創業時の代表は駒崎弘樹。2024年現在の代表者は赤坂緑

## 事業内容
2004年（平成16年）4月1日に東京都より認証を受けており、定款に記載された活動目的としては、活動地域の働く母親・父親たちに対して、地域社会を核にした新しい子育てモデルに基づく、保育及び子育てに関する事業等を行い、地域の子育て環境及び学習環境の向上、次世代の子育てについての啓発、またこれによる地域社会の活性化等が挙げられている。

## 役員
- 赤坂緑 (理事)[3]
- 萩原国啓 (理事)
- 阿部佳美 (理事)
- 宮崎真理子 (理事)
- 蛭田富美子 (理事)
- 生田秀 (幹事)

## テレビ番組
- 日経スペシャル ガイアの夜明け 起業家はいま･･･ ～ライブドアショック後のベンチャー像（2007年5月22日、テレビ東京）～[4] - お金だけではない生き方を目指して苦闘する若者を取材。
- 日経スペシャル カンブリア宮殿 「世界を救う社会起業家たち!」（2008年7月21日、テレビ東京）- 出演：代表理事 駒崎弘樹[5]。